# 이경선 (1839년)
이경선(李敬善, 1839년 6월 12일 ~ 1912년 12월 4일)은 조선 말기의 인물로 대한민국의 초대 대통령인 이승만의 아버지이다.

## 생애
1839년 아버지 이창록(李昌祿)과 밀양 박씨의 아들로 태어났다.
이경선은 조선 왕실의 후예지만 고조부인 이오(李墺) 대에 벼슬길이 끊겨 몰락한 양반 집안이였고, 본인 역시 젊은 시절 과거에 낙방한 후, 아름다운 경치와 풍수를 쫓아 몇 달씩 전국을 유랑했다. 술과 친구를 아주 좋아했으며 재산을 탕진하였다. 김해 김씨 김말란(1833 ~ 1896)과 결혼해 1875년 이승만을 낳았았다.

## 가족 관계
- 할아버지: 이황(1784 ~ 1845)
- 할머니: 남양 홍씨(1787 ~ 1857)
- 아버지: 이창록(1811 ~ 1862)
- 어머니: 밀양 박씨(1817 ~ 1849)
- 계모: 제주 고씨(1833 ~ 1905)
  - 아내: 김해 김씨 김말란(1833 ~ 1896)
    - 장녀: 우태명(禹泰命)에게 출가
    - 차녀: 전주 이씨(全州李氏, 1859 ~ 1899)
    - 사위: 심원기(沈遠基, 1858 ~ 1925)
    - 아들: 이승만- 대한민국 초대 대통령(1875 ~ 1965)
    - 며느리: 박승선(1876 ~ 1950 추정)
      - 손자: 이봉수(1899 ~ 1906)

    - 며느리: 프란체스카 도너 리(Francesca Donner Rhee, 1900 ~ 1992)
      - 양손자: 이인수(1931 ~ 2023) - 생부는 이승용(李承用, 1904 ~ 1984)

  - 사돈: 루돌프 도너(1863 ~ 1922)
  - 사부인: 프란치스카 게를하를틀(1869 ~ 1933 이후)